# 西阳镇 (永吉县)
西阳镇，是中华人民共和国吉林省吉林市永吉县下辖的一个乡镇级行政单位。

## 行政区划
西阳镇下辖以下地区：
西阳社区、狼头村、兴龙村、红石村、马鞍村、西阳村、撮落村、黑鱼村、大岗子村、平顶山村、双榆村、东响水村、西响水村、南响水村和团山子村。